# 小川さゆり (登山家)
小川 さゆり（おがわ さゆり、1971年 - ）は、長野県の登山ガイド。南信州山岳ガイド協会所属の信州登山案内人。日本山岳ガイド協会認定登山ガイド、中央アルプス地区遭対協救助隊員。

## 来歴・人物
長野県駒ヶ根市生まれ。スノーボードのトレーニングをきっかけに山を登り始める。2000年代にはマッターホルンやグランド・ジョラスなどへの登山歴がある。
駒ヶ根市を拠点に、中央アルプスを中心とした山域でガイドや救助隊員として活動する。得意な山域は中央アルプス、北アルプス、御嶽山。
2014年9月27日、ツアーの下見のために単独で御嶽山を訪れ、山頂に到達して火口から500mほど離れたところでお鉢巡りをしていたところ、火山噴火に遭う。日本における戦後最悪の火山災害であり、山頂直下での被災により、噴煙で視界が遮られ、体も灰に埋まりながらも、山小屋への最短ルートを把握していたことから右脚の軽い怪我を負ったのみで、奇跡的に生還を果たした。このとき、自身の命を守るのに精一杯だったといい、もしもガイドで行っていたら客の命を守ることはできなかったと痛感したという。この経験から安全登山に心掛けたガイド活動を行っているほか、機会があるごとに講演会でこのときの悲惨な状況や教訓を伝えている。噴火から2年経過した2016年には、生還者の証言をまとめ、当時の模様を克明に記したノンフィクション「御嶽山噴火 生還者の証言」を山と溪谷社より刊行した。
安全な登山や無事の下山を呼びかけるため、手拭いやステッカーの作製も行っている。火山での登山に絶対の安心はないものであると語り、安全対策のシェルターなどの設置に対しては、安心ではあるが、絶対の安全ではないと伝えている。
2022年7月、檜尾岳の山小屋「檜尾小屋」のリニューアルオープンを記念し、同小屋の公認キャラクター「カモやん」を制作。

## 著書
- 御嶽山噴火 生還者の証言 あれから2年、伝え繋ぐ共生への試み（2016年9月16日、山と溪谷社〈ヤマケイ新書〉、ISBN 978-4-6355-1036-3）